# Pyrgomorpha guentheri
Pyrgomorpha guentheri är en insektsart som beskrevs av Burr 1899. Pyrgomorpha guentheri ingår i släktet Pyrgomorpha och familjen Pyrgomorphidae. Inga underarter finns listade i Catalogue of Life.